# Crosswell-Gletscher
Der Crosswell-Gletscher ist ein Gletscher im westantarktischen Ellsworthland. Er fließt im zentralen Teil der Sentinel Range des Ellsworthgebirges vom Mount Shinn in nordnordöstlicher Richtung zum Ellen-Gletscher.
Der United States Geological Survey kartierte ihn anhand eigener Vermessungen und mithilfe von Luftaufnahmen der United States Navy zwischen 1957 und 1959. Das Advisory Committee on Antarctic Names benannte ihn 1961 nach Horace A. Crosswell (1918–1983) von der United States Air Force, Leiter der Einsätze von Flugzeugen des Typs Douglas C-124 Globemaster II für Luftabwürfe von Versorgungsgütern zur Errichtung der Südpolstation zwischen 1956 und 1957.